# Anabarhynchus femoralis
Anabarhynchus femoralis är en tvåvingeart som beskrevs av Krober 1932. Anabarhynchus femoralis ingår i släktet Anabarhynchus och familjen stilettflugor. Inga underarter finns listade i Catalogue of Life.